# Akademische Bibliothek der Universität Tallinn

Logo der Universität Tallinn, der Trägereinrichtung der Akademischen Bibliothek

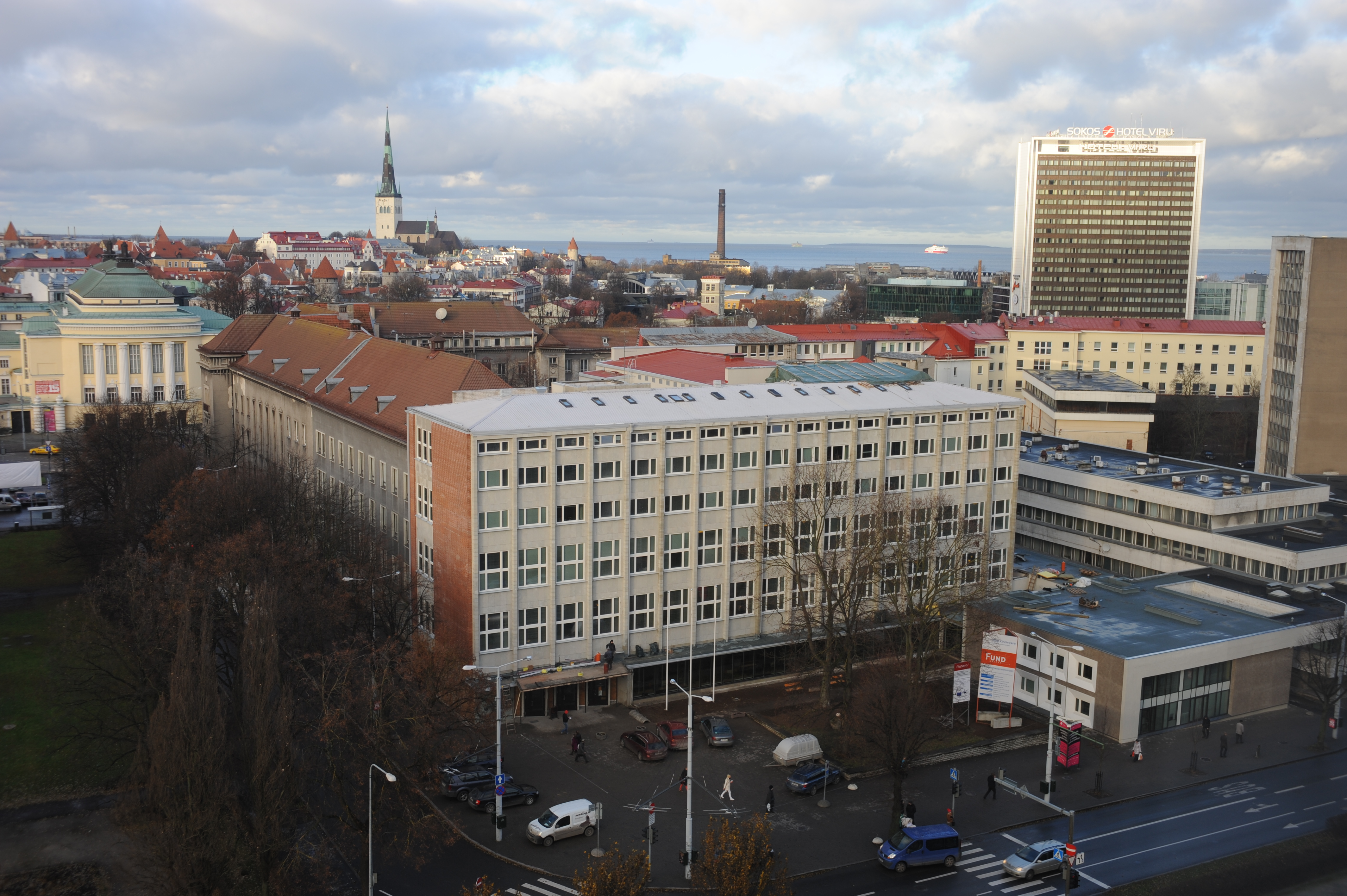
Gebäude der Akademischen Bibliothek in der Tallinner Innenstadt

Die Akademische Bibliothek der Universität Tallinn (estnisch Tallinna Ülikooli Akadeemiline Raamatukogu, TLÜ AR) wurde 1946 gegründet. Sie übernahm 2003 die Funktion als Universitätsbibliothek Tallinn (UB). Von 1997 bis 2005 war sie unter dem Namen Estnische Akademische Bibliothek (Eesti Akadeemiline Raamatukogu, EAR) bekannt.
Mit einem Gesamtbestand von etwa 2,5 Millionen Bänden ist sie nach der Universitätsbibliothek Tartu und der Estnischen Nationalbibliothek Tallinn die drittgrößte Bibliothek in Estland.

## Geschichte

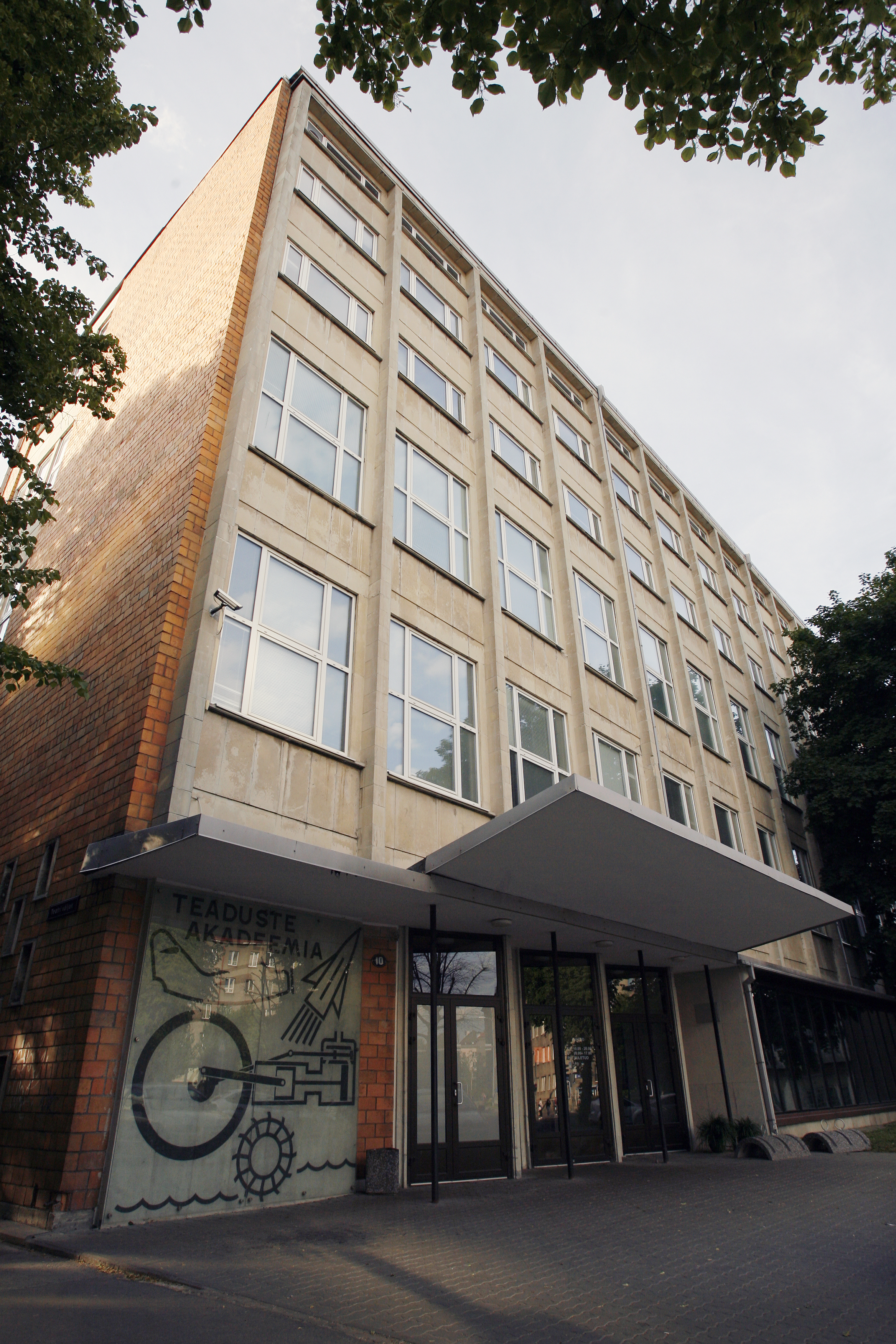
Akademische Bibliothek der Universität Tallinn

Die Akademische Bibliothek wurde im April 1946 als Zentralbibliothek der Akademie der Wissenschaften der Estnischen SSR gegründet. Ihr Bibliotheksbestand wurde damals zu rund 90 Prozent aus der 1940 aufgelösten Bibliothek der Estländischen Literarischen Gesellschaft (ELG) gebildet. Dieser wiederum ging zurück auf die Bestände der 1825 gegründeten Estländischen Allgemeinen Öffentlichen Bibliothek (EAÖB) und der bereits 1552 gegründeten Olaibibliothek zu Tallinn (deutsch Reval).
Nach der Unabhängigkeit Estlands 1991 wurde sie Teil der Estnischen Akademie der Wissenschaften und Anfang des Jahrtausends Teil der Universität Tallinn. In den letzten Jahren wurde der Katalog und das Angebot im Bereich elektronischer Medien bedeutend erweitert und ausgebaut.

### Hauptgebäude
Die damalige Zentralbibliothek der Akademie der Wissenschaften der Estnischen SSR zog 1966 in das heutige Hauptgebäude in der Rävala-Straße 10. Das Gebäude wurde als architektonisches Baudenkmal der sozialistischen Nachkriegsmoderne unter Denkmalschutz gestellt.

## Abteilungen und Sammlungen

### Allgemeine Sammlungen
Als Archivbibliothek erhält die Akademische Bibliothek Pflichtexemplare von jeder in der Republik Estland erschienenen Publikation. Rund 70 Prozent des Gesamtbestands der Bibliothek sind fremdsprachige (d. h. nicht-estnischsprachige) Literatur. Die thematischen Schwerpunkte der Bibliothek erstrecken sich über die Fächer Theologie, Philosophie, Pädagogik, Rechtswissenschaft, Geschichte, Mathematik, Naturwissenschaften sowie Literaturwissenschaft mit Klassischer und Neuerer Philologie.
Neben der Zentralbibliothek gliedert sich die akademische Bibliothek in sechs Bereichsbibliotheken, die den Instituten und Abteilungen der Universität Tallinn zugeordnet sind. In Haapsalu und Rakvere bestehen außerdem Zweigstellen.
- Sport-Bibliothek
- Bibliothek des Kunst-Instituts
- Bibliothek der baltischen Film- und Medienschule
- Bibliothek des Estnischen Humanwissenschaftlichen Instituts
- Bibliothek des Instituts für Geschichte
- Bibliothek der Rechtswissenschaftlichen Akademie

### Sondersammlungen
Zu den Sondersammlungen der Akademischen Bibliothek gehören die Baltica- und Rara-Abteilung sowie das Zentrum für estnische Exilliteratur.
Die Baltica-Abteilung bildet den regional-literarischen Altbestand der Bibliothek, mit Literatur zu den ehemaligen, baltischen Provinzen Estland, Livland und Kurland, wobei die vor 1900 erschienenen Drucke nur rund 2/3 (ca. 500.000 gedruckte Medieneinheiten) im Bestand der Baltica und Rara ausmachen. Den Rest bildet Literatur aus der ersten Hälfte des 20. Jahrhunderts und zeitgenössische Baltica. Die Baltica und Rara besitzen einen hohen Anteil deutschsprachiger Literatur (circa 60 Prozent) und sind somit auch nicht unbedeutend hinsichtlich der deutschen Sprachgeschichte im Baltikum. Die ältesten Bände der Baltica reichen bis in das Jahr 1475. Einer für die estnische Sprache besonders wertvollen Bände ist das zwischen 1632 und 1637 vom deutsch-baltischen Pastor Heinrich Stahl erstellte zweisprachige Hand- und Hauszbuch. Für die Pfarherren und Hauszväter Esthnischen Fürstenthumbs.